# Charari Sharief
Charari Sharief (en cachemir: চারারি শেরিফ ) es una localidad de la India en el distrito de Badgam, estado de Jammu y Cachemira.

## Geografía
Se encuentra a una altitud de 1 968 m s. n. m. a 58 km de la capital estatal, Srinagar, en la zona horaria UTC +5:30.

## Demografía
Según estimación 2010 contaba con una población de 8 013 habitantes.